# WKOL
Koordinaten: 44° 31′ 31″ N, 73° 31′ 7″ W
WKOL oder WKOL-FM (Branding: „KOOL 105“) ist ein US-amerikanischer Hörfunksender mit einem Classic Hits-Sendeformat aus Plattsburgh im US-Bundesstaat New York. WKOL-FM sendet auf der UKW-Frequenz 105,1 MHz. Eigentümer und Betreiber ist die Hall Communications, Inc.

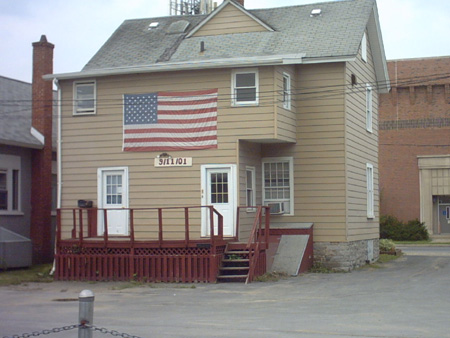
Plattsburgh, New York